# 행운을 돌려줘
《행운을 돌려줘》(영어: Just My Luck)는 2006년 개봉한 미국의 로맨틱 코미디 영화이다.

## 줄거리
맨해튼에서 PR 일을 하는 애슐리 올브라이트는 어려서부터 연이어 행운을 겪어왔다. 반면 영국 밴드 맥플라이의 미국 매니저 일을 무급으로 하는 볼링장 청소부 제이크 하딘은 불운이 일상이다. 하지만 애슐리가 연 가면무도회에서 서로를 모르던 애슐리와 제이크가 키스를 한 순간 둘의 운이 뒤바뀌어버린다.

## 출연
- 린지 로언 - 애슐리 올브라이트 역
- 크리스 파인 - 제이크 하딘 역
- 맥플라이 - 본인들 역
- 페이즌 러브 - 데이먼 필립스 역
- 크레이그 로빈슨 - 스티브 필립스 더 그레이트 역
- 사미라 암스트롱 - 매기 스미스 역
- 브리 터너 - 데이나 애덤스 역
- 미시 파일 - 페기 브레이든 역
- 매켄지 베이가 - 케이티 하딘 역
- 그레그 브릭 - 하딘 씨 역
- 토바 펠드슈 - 마담 Z 역
- 재클린 플레밍 - 티퍼니 리처즈 역
- 크리스 카맥 - 데이비드 페닝턴 역
- 카를로스 폰세 - 앤토니오 코도바 역